# Diagnostisch taxon
Een diagnostisch taxon is in de vegetatiekunde een taxon waaraan een bepaalde diagnostische waarde wordt toegekend omtrent haar syntaxonomische status. Doorgaans heeft een diagnostisch taxon de taxonomische rang van een soort; in dat geval spreekt men van een diagnostische soort. Soms hebben diagnostische taxa ook andere taxonomische rangen dan het soortniveau; zo kunnen ook ondersoorten of geslachten diagnostische taxa zijn.
Men onderscheidt verscheidene typen van diagnostische taxa:
- een kentaxon (een taxon dat binnen een bepaald syntaxon een veel grotere presentie, een hogere gemiddelde abundantie of hogere trouwgraad heeft dan in andere syntaxa)
  - een exclusief taxon (een kentaxon dat slechts in één syntaxon voorkomt)
  - een transgrediërend taxon (een taxon dat kenmerkend is voor een bepaald hoger syntaxon, maar daarin een hogere trouwgraad vertoont voor een van de lagere syntaxa)
- een differentiërend taxon (een taxon dat vergeleken met een of meerdere syntaxa in een bepaald gebied veel algemener voorkomt dan in een selectie andere vergelijkbare plantengemeenschappen in een bepaald gebied)
- een constant taxon (een taxon dat in meer dan 60% van vegetatieopnamen van een syntaxon voorkomt)

Volgende taxa behoren niet tot diagnostische taxa:
- een preferent taxon (een taxon waarvan de abundantie of de trouw in bepaalde syntaxa opvallend groter is dan in alle andere eenheden)
- een begeleidend taxon (een taxon dat in meer dan twee syntaxa voorkomt met een min of meer gelijke presentie, bedekking en vitaliteit)